# Ziqitza
Ziqitza Health Care Limited (ZHL, 1298) — индийская частная компания предоставляющая услуги скорой медицинской помощи мирового уровня вне зависимости от финансового положения больного/пострадавшего.

## Организация
Ziqitza Health Care Limited основана в 2002 году пятью молодыми медицинскими работниками, получившими образование в США: Рави Кришна (англ. Ravi Krishna), Нареш Джейн (англ. Naresh Jain), Маниш Саншети (англ. Manish Sancheti), Света Мангал (англ. Sweta Mangal) и Шаффи Мазер (англ. Shaffi Mather), оставившими высокооплачиваемые места в частных компаниях США и Индии ради решения проблемы отсутствия доступной для всех высококачественной медицинской неотложной помощи в Индии.
Первоначальные инвестиции пяти предпринимателей составили 5 миллионов рупий (около 120 000 долларов США по курсу на момент создания).
К решению заняться скорой помощью организаторов привёл личный опыт.
Когда у Шаффи Мазер мать среди ночи в Индии почувствовала себя плохо, обратиться было некуда.
Тем временем, попавшая в такую же ситуацию мать Рави Кришны на Манхэттене в США, получила помощь незамедлительно после обращения в службу спасения (911).
По словам создателей компании слово ziqitza образовано от санскритских слов чикитса (сikltsâ), означающего лечение, восстановление и зигиаса (zigyasa) — стремление к знаниям.
Активная деятельность компании (выход за рамки экспериментальной деятельности) началась в 2005 году при поддержке Лондонской службы скорой помощи.
На этот момент у организации была одна машина скорой помощи.
С 2005 по 2007 год парк компании пополнился ещё на 22 машины.
Первым руководителем (CEO) компании стала Света Мангал (англ. Sweta Mangal).
Штаб-квартира Ziqitza Health Care Limited расположена в Мумбаи (Индия).
С этого города компания и начала свою деятельность, постепенно распространив своё влияние на другие штаты.
Репутация и качество работы компании, её бизнес-модель и масштабность решаемых проблем привлекли фонд Acumen, который выступил инвестором Ziqitza Health Care Limited в 2007 году, первоначально вложив 1,5 млн долларов США.
На 2015 год сумма вложений фонда была доведена до 2,6 млн долларов США.

## Деятельность
Ziqitza Health Care Limited оказывает услуги скорой медицинской помощи в местах своей дислокации в Индии для всех нуждающихся.
Всем больным/пострадавшим оказывается одинаковый спектр услуг; в компании стремятся к мировому уровню их предоставления.
Обеспеченные пациенты выплачивают вознаграждение по плавающей ставке, в зависимости от клиники, в которую они доставляются (например государственная/частная).
Бедные пациенты вносят пониженную плату за вызов, или не платят вовсе.
Кроме вызовов по собственному номеру 1298, компания реализует государственно-частное партнёрство, принимая заказы, поступившие в общегосударственную службу скорой помощи 108.
Также компания участвует в государственных тендерах на оказания услуг скорой помощи в регионах.
Примерно 20 % вызовов компании субсидируется.
Дополнительным источником доходов компании является реклама на машинах скорой помощи.

## Коррупция
Одним из главных принципов деятельности Ziqitza Health Care является отказ от дачи взяток.
Компанию критикуют за эту политику, утверждая, что дав взятку можно упростить многие процедуры, привлечь больше государственных средств и тем самым спасти больше жизней.
Тем не менее менеджмент компании считает это правило фундаментальным и направленным на изменение индийского общества, предпочитая решать задачи с помощью конкурентного рынка (например, взятием кредита вместо положенного по закону государственного субсидирования, в случае, если за последний вымогают взятку).
Компания столкнулась с коррупцией с самого начала своей деятельности.
Когда её создатели захотели купить запоминающийся номер, для своего сервиса 1299, они получили предложения о взятке.
Никакие уговоры не помогали и пришлось выбрать менее красивый — 1298, запущенный в 2005 году, который стал брендом компании (англ. Dial 1298 for Ambulance).
Коррупция постоянно проявляется и в рамках государственно-частного партнёрства.
Чиновники заявляют, что качество работы компании неудовлетворительное, а после предлагают заплатить за «решение» этой проблемы.
Компания отказывается от подобного пути, предполагая, что их клиенты будут узнавать о качестве обслуживания друг от друга, и не доверять заявлениям чиновников.

## Показатели деятельности
К концу 2011 года парк машин скорой помощи Ziqitza Health Care Limited вырос до 860 машин.
К 2011 году компания приняла и обслужила более 2 млн вызовов.

## Оценки
Компания Ziqitza Health Care, её создатели и менеджмент получили ряд наград и премий за свою деятельность, среди них:
- Jury’s Choice, Spirit of Humanity Award (AmeriCares; 2012);
- Continuity & Recovery Initiative Award in Public Interest (BCI и KPMG; 2011);
- Jaagrath Award (Kerala, 2011);
- Выдающийся социальный предприниматель (награждена Света Мангал; Zee TV; 2011);
- Tata TiE Stree Shakti Award (награждена Света Мангал; 2009);
- «Особое признание» и Continuity & Recovery Initiative Award in Public Interest (BCI и Deloitte; 2008);
- Godfrey Philips Bravery Award for a Social Act of Courage (президент Индии Пратибха Патил; 2007);
- Times Foundation Recognition Award for Life Saving Service (2007).